# Бёхайм, Венделин
Венделин Бёхайм (нем. Wendelin Boeheim или Böheim; 17 сентября 1832, Винер-Нойштадт — 1 ноября 1900, Вена) — австрийский оружиевед и военный деятель.
Получил военное образование. В 1859 году принял участие в австро-итало-французской войне, в 1866 — в австро-прусской.
В 1878 году стал хранителем императорского оружейного собрания в Вене и принял участие в создании на его основе Художественно-исторического и Военно-исторического музеев. Сотрудничал с русским оружиеведом Эдуардом фон Ленцем.
Был одним из создателей европейской школы оружиеведения. В 1897 году основал «Журнал исторического оружиеведения» (Zeitschrift für historische Waffenkunde) и стал его редактором. Автор нескольких книг и публикаций по исторической тематике, наиболее известная из которых — «Руководство по оружиеведению. Оружейное дело в его историческом развитии от начала средних веков до конца XVIII в.» (Handbuch der Waffenkunde. Das Waffenwesen in seiner historischen Entwicklung vom Beginn des Mittelalters bis zum Ende des 18 Jahrhunders.) — была опубликована в Лейпциге в 1890 году. В этой книге рассмотрено европейское защитное, холодное, огнестрельное оружие и снаряжение IV—XVIII веков, показаны региональные особенности и развитие вооружения в комплексе.

## Издания на русском языке
- Бехайм Вендален. Энциклопедия оружия / Пер. с нем. А. А. Девель и др. Под ред. А. Н. Кирпичникова. — СПб.: Оркестр, 1995. — 576 с.: ил. — ISBN 5-87685-029-X.